# Biscogniauxia
Biscogniauxia es un género de hongos en la familia Xylariaceae. Contiene los subtaxones Biscogniauxia capnodes var. capnodes, Biscogniauxia marginata y Biscogniauxia nummularia, que son patógenos de las plantas. El género fue circunscripto por Otto Kuntze en 1891.

## Especies
El género Biscogniauxia contiene las siguientes especies:
- B. africana
- B. albosticta
- B. ambiens
- B. anceps
- B. arima
- B. atropunctata
- B. baileyi
- B. bartholomaei
- B. capnodes
- B. cinereolilacina
- B. citriformis
- B. communapertura
- B. cylindrispora
- B. dennisii
- B. divergens
- B. doidgeae
- B. formosana
- B. fuscella
- B. grenadensis
- B. kalchbrenneri
- B. kenyana
- B. latirima
- B. marginata
- B. mediterranea
- B. mucigera
- B. nawawii
- B. nothofagi
- B. nummularia
- B. pithodes
- B. plana
- B. plumbea
- B. querna
- B. repanda
- B. reticulospora
- B. schweinitzii
- B. simplicior
- B. sinuosa
- B. uniapiculata
- B. viscosicentra
- B. waitpela
- B. weldenii
- B. zelandica